# Жан-Луї Ейє
Жан-Луї Ейє (фр. Jean-Louis Haillet; нар. 7 травня 1954) — колишній французький тенісист.
Найвищу одиночну позицію світового рейтингу — 68 місце досяг 10 березня 1980, парну — 45 місце — 3 січня 1979 року.
Здобув 2 парні титули.
Найвищим досягненням на турнірах Великого шолома було 3 коло в парному розряді.

## Фінали за кар'єру

### Парний розряд (2–7)
| Результат | Ранг | Дата | Турнір                    | Покриття   | Партнер          | Суперники                            | Рахунок            |
| --------- | ---- | ---- | ------------------------- | ---------- | ---------------- | ------------------------------------ | ------------------ |
| Поразка   | 1.   | 1977 | Swedish Open, Швеція      | Ґрунт      | Франсуа Жоффре   | Марк Едмондсон Джон Маркс            | 4–6, 0–6           |
| Поразка   | 2.   | 1977 | Гілверсум, Нідерланди     | Ґрунт      | Франсуа Жоффре   | Хосе Їгерас Антоніо Муньйос          | 1–6, 4–6, 6–2, 1–6 |
| Перемога  | 1.   | 1978 | Брюссель, Бельгія         | Ґрунт      | Тоніно Цугареллі | Онні Парун Владімір Зеднік           | 6–3, 4–6, 7–5      |
| Поразка   | 3.   | 1978 | Барселона, Іспанія        | Ґрунт      | Жіль Мореттон    | Желько Франулович Ганс Гільдемайстер | 1–6, 4–6           |
| Поразка   | 4.   | 1978 | Болонья, Італія           | Килим      | Тоніно Цугареллі | Пітер Флемінг Джон Макінрой          | 1–6, 4–6           |
| Поразка   | 5.   | 1979 | Мюнхен, Західна Німеччина | Ґрунт      | Юрген Фассбендер | Войцех Фібак Том Оккер               | 6–7, 5–7           |
| Перемога  | 2.   | 1979 | Париж, Франція            | Тверде (i) | Жіль Мореттон    | Джон Ллойд Тоні Ллойд                | 7–6, 7–6           |
| Поразка   | 6.   | 1982 | Тулуза, Франція           | Тверде (i) | Яннік Ноа        | Павел Сложил Томаш Шмід              | 4–6, 4–6           |
| Поразка   | 7.   | 1983 | Ніцца, Франція            | Ґрунт      | Бернар Фріц      | Бернард Буало Лібор Пімек            | 3–6, 4–6           |